# Byron Morrow
Byron Morrow (Chicago, 8 settembre 1911 – Woodland Hills, 11 maggio 2006) è stato un attore statunitense.
Ha recitato in 36 film dal 1957 al 1980 ed è apparso in oltre 180 produzioni televisive dal 1958 al 1991. È stato accreditato anche con i nomi Byron Marrow e Bryon Morrow.

## Biografia
Byron Morrow nacque a  Chicago, in Illinois, l'8 settembre 1911. Partecipò alla seconda guerra mondiale nel teatro del Pacifico. Prima di diventare attore professionista fu burattinaio e annunciatore per la radio. Fu anche giocatore di pallacanestro semiprofessionista prima di trasferirsi a Hollywood alla fine degli anni 30.
Per la televisione, interpretò, tra gli altri, il ruolo di Doc Shackleford in due episodi della serie televisiva Una famiglia americana dal 1972 al 1973, di  Pearce Newberry in 18 episodi della serie Executive Suite dal 1976 al 1977 e numerosi altri ruoli secondari o apparizioni da guest star in molti episodi di serie televisive degli anni 50 agli inizi degli anni 90. Fu inoltre accreditato per due volte nella serie classica di Star Trek e per una volta in Ai confini della realtà (nell'episodio Gente come noi in cui interpreta un marziano). Per il cinema ha ricoperto ruoli in numerose produzioni, tra cui molte del genere western. Interpretò, tra gli altri, il colonnello Reed nel film del 1967 40 fucili al Passo Apache con Audie Murphy.
La sua ultima apparizione sul piccolo schermo avvenne nell'episodio The Moving Target Mystery della serie televisiva Le inchieste di padre Dowling, andato in onda il 7 febbraio 1991, che lo vede nel ruolo del giudice Allsburg, mentre per il grande schermo l'ultima interpretazione risale al film How to Beat the High Co$t of Living del 1980 in cui interpreta Charlie Goldring.
Morì nella Motion Picture and Television Country House and Hospital a Woodland Hills, in California, a 94 anni l'11 maggio 2006.

## Filmografia

### Cinema
- I misteriani (Chikyû Bôeigun) (1957)
- Guerriglia nella jungla (Operation Dames) (1959)
- Ma non per me (But Not for Me) (1959)
- Donne in cerca d'amore (The Best of Everything) (1959)
- Asfalto selvaggio (This Rebel Breed) (1960)
- Svegliami quando è finito (Wake Me When It's Over) (1960)
- Facciamo l'amore (Let's Make Love) (1960)
- Atlantide continente perduto (Atlantis, the Lost Continent) (1961)
- Il dritto di Hollywood (The Right Approach) (1961)
- Il giorno dopo la fine del mondo (Panic in Year Zero!) (1962)
- Il trionfo di King Kong (Kingu Kongu tai Gojira) (1962)
- Sinfonia di morte (Black Zoo) (1963)
- Police Nurse (1963)
- Capitan Newman (Captain Newman, M.D.) (1963)
- Le bambole del desiderio (The Strangler) (1964)
- L'amaro sapore del potere (The Best Man) (1964)
- Quando l'amore se n'è andato (Where Love Has Gone) (1964)
- Smania di vita (A Rage to Live) (1965)
- Cyborg anno 2087 metà uomo metà macchina... programmato per uccidere (Cyborg 2087) (1966)
- 40 fucili al Passo Apache (40 Guns to Apache Pass) (1967)
- Il club degli intrighi (Banning) (1967)
- Maryjane (1968)
- Missione compiuta stop. Bacioni Matt Helm (The Wrecking Crew) (1968)
- Il computer con le scarpe da tennis (The Computer Wore Tennis Shoes) (1969)
- Colossus: The Forbin Project (1970)
- E Johnny prese il fucile (Johnny Got His Gun) (1971)
- Settimo potere (The Resurrection of Zachary Wheeler) (1971)
- Brother on the Run (1973)
- L'assassino di pietra (1973)
- Freeman l'agente di Harlem (The Spook Who Sat by the Door) (1973)
- La stangata (The Sting) (1973)
- Da mezzogiorno alle tre (From Noon Till Three) (1976)
- Gli ultimi fuochi (The Last Tycoon) (1976)
- Sidewinder 1 (1977)
- Born Again (1978)
- How to Beat the High Co$t of Living (1980)

### Televisione
- La pattuglia della strada (Highway Patrol) – serie TV, un episodio (1959)
- Peter Gunn – serie TV, episodi 1x11-3x11 (1958-1960)
- Lock-Up – serie TV, episodi 1x01-2x23 (1959-1961)
- Bat Masterson – serie TV, 3 episodi (1959-1961)
- Il tenente Ballinger (M Squad) – serie TV, un episodio (1959)
- Ispettore Dante (Dante) – serie TV, episodi 1x09-1x25 (1960-1961)
- Perry Mason – serie TV, 7 episodi (1960-1966)
- Shotgun Slade – serie TV, un episodio (1960)
- This Man Dawson – serie TV, episodio 1x17 (1960)
- L'uomo e la sfida (The Man and the Challenge) – serie TV, episodio 1x16 (1960)
- Men Into Space – serie TV, episodio 1x17 (1960)
- Tombstone Territory – serie TV, un episodio (1960)
- The Millionaire – serie TV, un episodio (1960)
- Ai confini della realtà (The Twilight Zone) – serie TV, un episodio (1960)
- Avventure in fondo al mare (Sea Hunt) – serie TV, 2 episodi (1960)
- Markham – serie TV, un episodio (1960)
- Laramie – serie TV, un episodio (1960)
- I detectives (The Detectives) – serie TV, episodio 2x03 (1960)
- Bachelor Father – serie TV, un episodio (1960)
- Michael Shayne – serie TV episodio 1x11 (1960)
- Gli uomini della prateria (Rawhide) – serie TV, 2 episodi (1961-1962)
- The New Breed – serie TV, 8 episodi (1961-1962)
- Lassie – serie TV, 2 episodi (1961-1964)
- Death Valley Days – serie TV, 3 episodi (1961-1969)
- Ripcord – serie TV, episodio 1x14 (1961)
- The Tab Hunter Show – serie TV, un episodio (1961)
- The Law and Mr. Jones – serie TV, un episodio (1961)
- Letter to Loretta – serie TV, un episodio (1961)
- Coronado 9 – serie TV, un episodio (1961)
- Gunslinger – serie TV, episodio 1x08 (1961)
- Peter Loves Mary – serie TV, un episodio (1961)
- Gli intoccabili (The Untouchables) – serie TV, 4 episodi (1961)
- Shannon – serie TV, un episodio (1961)
- Il virginiano (The Virginian) – serie TV, 2 episodi (1962-1971)
- Scacco matto (Checkmate) – serie TV, episodio 2x17 (1962)
- Hennesey – serie TV, un episodio (1962)
- Room for One More – serie TV, un episodio (1962)
- The Andy Griffith Show – serie TV, un episodio (1962)
- Saints and Sinners – serie TV, un episodio (1962)
- The Fisher Family – serie TV, un episodio (1962)
- Don't Call Me Charlie – serie TV, un episodio (1962)
- Io e i miei tre figli (My Three Sons) – serie TV, 3 episodi (1963-1971)
- Empire – serie TV, un episodio (1963)
- Redigo – serie TV, un episodio (1963)
- Sotto accusa (Arrest and Trial) – serie TV, episodio 1x06 (1963)
- La grande avventura (The Great Adventure) – serie TV, episodi 1x08-1x10 (1963)
- The Lieutenant – serie TV, un episodio (1963)
- Ben Casey – serie TV, episodi 3x11-5x05 (1963-1965)
- Organizzazione U.N.C.L.E. (The Man from U.N.C.L.E.) – serie TV, 3 episodi (1964-1966)
- Carovane verso il west (Wagon Train) – serie TV, un episodio (1964)
- Undicesima ora (The Eleventh Hour) – serie TV, un episodio (1964)
- Grindl – serie TV, un episodio (1964)
- La legge di Burke (Burke's Law) – serie TV, episodio 2x04 (1964)
- Strega per amore (I Dream of Jeannie) – serie TV, 2 episodi (1965-1967)
- Get Smart – serie TV, 3 episodi (1965-1967)
- Vita da strega (Bewitched) – serie TV, 2 episodi (1965-1968)
- Gomer Pyle: USMC – serie TV, 2 episodi (1965-1968)
- Selvaggio west (The Wild Wild West) – serie TV, 2 episodi (1965-1968)
- Il ragazzo di Hong Kong (Kentucky Jones) – serie TV, episodio 1x14 (1965)
- The Crisis (Kraft Suspense Theatre) – serie TV, 2 episodi (1965)
- The Farmer's Daughter – serie TV, un episodio (1965)
- Luke and the Tenderfoot – film TV (1965)
- Il fuggiasco (The Fugitive) – serie TV, 2 episodi (1965)
- I giorni di Bryan (Run for Your Life) – serie TV, un episodio (1965)
- Le spie (I Spy) – serie TV, episodio 1x09 (1965)
- Quella strana ragazza (That Girl) – serie TV, 2 episodi (1966-1968)
- F.B.I. (The F.B.I.) – serie TV, 2 episodi (1966-1969)
- Bonanza – serie TV, 5 episodi (1966-1972)
- I giorni della nostra vita (Days of Our Lives) – serie TV, 3 episodi (1966)
- Honey West – serie TV, episodio 1x24 (1966)
- A Man Called Shenandoah – serie TV, episodio 1x27 (1966)
- Twelve O'Clock High – serie TV, un episodio (1966)
- Occasional Wife – serie TV, un episodio (1966)
- Star Trek – serie TV, episodi 2x01-3x08 (1967-1968)
- Dragnet 1967 – serie TV, 3 episodi (1967-1968)
- Ironside – serie TV, 2 episodi (1967-1974)
- Capitan Nice (Captain Nice) – serie TV, un episodio (1967)
- Good Morning, World – serie TV, un episodio (1967)
- Gli invasori (The Invaders) – serie TV, 2 episodi (1967)
- La grande vallata (The Big Valley) – serie TV, 2 episodi (1968-1969)
- Mayberry R.F.D. – serie TV, 2 episodi (1968-1970)
- Mod Squad, i ragazzi di Greer (The Mod Squad) – serie TV, 2 episodi (1968-1970)
- Mannix – serie TV, 6 episodi (1968-1972)
- Lost in Space – serie TV, un episodio (1968)
- Garrison Commando (Garrison's Gorillas) – serie TV, 2 episodi (1968)
- Al banco della difesa (Judd for the Defense) – serie TV, 2 episodi (1968)
- Squadra speciale anticrimine (The Felony Squad) – serie TV, episodio 3x10 (1968)
- Lancer – serie TV, 2 episodi (1969-1970)
- Marcus Welby (Marcus Welby, M.D.) – serie TV, 4 episodi (1969-1974)
- Operazione ladro (It Takes a Thief) – serie TV, un episodio (1969)
- Mistero in galleria (Night Gallery) – serie TV, un episodio (1969)
- Ai confini dell'Arizona (The High Chaparral) – serie TV, un episodio (1969)
- Arrivano le spose (Here Come the Brides) – serie TV, un episodio (1969)
- The Challenge – film TV (1970)
- Tre nipoti e un maggiordomo (Family Affair) – serie TV, episodio 4x20 (1970)
- Missione impossibile (Mission: Impossible) – serie TV, un episodio (1970)
- Bracken's World – serie TV, un episodio (1970)
- The Bill Cosby Show – serie TV, un episodio (1971)
- Here's Lucy – serie TV, un episodio (1971)
- Bearcats! – serie TV, un episodio (1971)
- Arnie – serie TV, un episodio (1971)
- Una famiglia americana (The Waltons) – serie TV, 2 episodi (1972-1973)
- Banacek – serie TV, 2 episodi (1972-1973)
- McMillan e signora (McMillan & Wife) – serie TV, 2 episodi (1972-1975)
- Love, American Style – serie TV, un episodio (1972)
- Man on a String – film TV (1972)
- Adventures of Nick Carter – film TV (1972)
- The Sandy Duncan Show – serie TV, un episodio (1972)
- Difesa a oltranza (Owen Marshall, Counselor at Law) – serie TV, 3 episodi (1973-1974)
- Le strade di San Francisco (The Streets of San Francisco) – serie TV, episodi 2x06-3x03 (1973-1974)
- Barnaby Jones – serie TV, 3 episodi (1973-1978)
- Kojak – serie TV, un episodio (1973)
- Search – serie TV, un episodio (1973)
- The President's Plane Is Missing – film TV (1973)
- The New Perry Mason – serie TV, un episodio (1973)
- The Bob Newhart Show – serie TV, un episodio (1973)
- Sulle strade della California (Police Story) – serie TV, 2 episodi (1974-1975)
- Hawkins – serie TV, un episodio (1974)
- Il mago (The Magician) – serie TV, un episodio (1974)
- Colombo (Columbo) – serie TV, episodio 3x08 (1974)
- Fools, Females and Fun – film TV (1974)
- Apple's Way – serie TV, un episodio (1974)
- Panic on the 5:22 – film TV (1974)
- I missili di ottobre (The Missiles of October) – film TV (1974)
- Agenzia Rockford (The Rockford Files) – serie TV, 5 episodi (1975-1979)
- Kolchak: The Night Stalker – serie TV, un episodio (1975)
- Cannon – serie TV, un episodio (1975)
- The Supercops – film TV (1975)
- Lucas Tanner – serie TV, un episodio (1975)
- The Turning Point of Jim Malloy – film TV (1975)
- S.W.A.T. – serie TV, 2 episodi (1975)
- Switch – serie TV, un episodio (1975)
- Babe – film TV (1975)
- Murder on Flight 502 – film TV (1975)
- Executive Suite – serie TV, 18 episodi (1976-1977)
- Lincoln – miniserie TV, un episodio (1976)
- McNaughton's Daughter – film TV (1976)
- Squadra emergenza (Emergency!) – serie TV, un episodio (1976)
- La squadriglia delle pecore nere (Baa Baa Black Sheep) – serie TV, un episodio (1976)
- La donna bionica (The Bionic Woman) – serie TV, un episodio (1976)
- Quincy (Quincy M.E.) – serie TV, 2 episodi (1977-1979)
- Little Ladies of the Night – film TV (1977)
- Hunter – serie TV, un episodio (1977)
- In casa Lawrence (Family) – serie TV, un episodio (1977)
- The Girl in the Empty Grave – film TV (1977)
- In the Matter of Karen Ann Quinlan – film TV (1977)
- Don't Push, I'll Charge When I'm Ready – film TV (1977)
- The Ghost of Flight 401 – film TV (1978)
- Carter Country – serie TV, un episodio (1978)
- Evening in Byzantium – film TV (1978)
- The Immigrants – film TV (1978)
- Vega$ – serie TV, 5 episodi (1979-1981)
- Trapper John (Trapper John, M.D.) – serie TV, 3 episodi (1979-1983)
- Supertrain – serie TV, un episodio (1979)
- The Paper Chase – serie TV, un episodio (1979)
- Fantasilandia (Fantasy Island) – serie TV, un episodio (1979)
- Truck Driver (B.J. and the Bear) – serie TV, un episodio (1979)
- The Golden Gate Murders – film TV (1979)
- Riding for the Pony Express – film TV (1980)
- Power – film TV (1980)
- Stone – serie TV, un episodio (1980)
- Love Boat (The Love Boat) – serie TV, un episodio (1980)
- The Brady Brides – serie TV, un episodio (1981)
- Dallas – serie TV, un episodio (1981)
- Jacqueline Susann's Valley of the Dolls – film TV (1981)
- Ralph supermaxi eroe (The Greatest American Hero) – serie TV, un episodio (1981)
- Bret Maverick – serie TV, un episodio (1982)
- Bare Essence – film TV (1982)
- Matt Houston – serie TV, 2 episodi (1983-1984)
- Venti di guerra (The Winds of War) (1983)
- Top Secret (Scarecrow and Mrs. King) – serie TV, 2 episodi (1984)
- Detective per amore (Finder of Lost Loves) – serie TV, un episodio (1984)
- Dimensione Alfa (Otherworld) – miniserie TV, un episodio (1985)
- Autostop per il cielo (Highway to Heaven) – serie TV, un episodio (1985)
- Crazy Like a Fox – serie TV, un episodio (1986)
- Dark Mansions – film TV (1986)
- Ricordi di guerra (War and Remembrance)– miniserie TV, 2 episodi (1988-1989)
- It's Garry Shandling's Show. – serie TV, un episodio (1988)
- Freddy's Nightmares – serie TV, un episodio (1988)
- La bella e la bestia (Beauty and the Beast) – serie TV, un episodio (1989)
- Le inchieste di padre Dowling (Father Dowling Mysteries) – serie TV, un episodio (1991)

## Doppiatori italiani
Nelle versioni in italiano delle opere in cui ha recitato, Byron Morrow è stato doppiato da:
- Sergio Matteucci in Strega per amore
- Giorgio Piazza in Top Secret (ep. 1x15)
- Gianni Marzocchi in Top Secret (ep. 1x16)